# 李朴
參數所指定的目標頁面不存在，建議更正成存在頁面或直接建立下列一個頁面（建立前請先搜尋是否有合適的存在頁面可以取代）：
- 李朴 (宋朝)

李朴（？—1620年），字季白，號繼白，陕西西安府朝邑县街子里人，軍籍，明朝政治人物。

## 生平
万历二十八年（1600年）庚子科陕西乡试舉人，二十九年（1601年）聯捷辛丑科進士，性骨鲠敢言，观政吏部，闻母病，请假不俟报而行，謫判高唐州，三十一年起彰德府推官，历太原府，三十六年擢户部主事，管通州仓。时朝士各立朋党，台諫尤好相攻讦，神宗春秋高，不复视朝，大臣郎署欲空，朴不胜愤，上「人望几空疏」，不报。是时天下正赋多缺，朴以为缺赋由民贫，民贫由税璫为害。又东厂司李俊播虐，锁拿曹县主簿甄志义，拷求数千金。朴先后上书极论，皆不省。朴每一疏出入，人争传诵，前论人望一空，群小悚惧，而朝廷曾无可否，由是科道益无所忌。后为郎中，复指名劾之，疏奏，满朝倾动，科道四十余人交章辨攻，朴复数疏力辨，语侵阁臣叶向高，奉旨：李朴出位妄言，着部院看来说。怨者改为议处，咸欲死之。值慈圣皇太后丧，建言例在赦列，遂得不死归。方朴奏上时，神宗名以疯狗，光宗在东宫，每袖其疏。及即位，进太仆少卿起用，光宗崩，而朴亦以是年卒也。祀于学宫，晉中丞掷其神主于地，然终不能革也。

## 著作
著有《调刁集》四卷、《雪亭集》八卷。

## 家族
曾祖李端。祖父李廷。父李朝先。李朴孫李育才，康熙甲子舉人。

## 延伸阅读
[在维基数据编辑]
 《明史卷二百三十六》，出自《明史》